# Hans Schlosser (Rechtswissenschaftler)
Hans Schlosser (* 29. Juli 1934 in Brünn) ist ein deutscher Jurist und ehemaliger Hochschullehrer an der Universität Augsburg.

## Leben
Schlosser stammt aus einer deutschmährischen Familie, die von dort 1945 nach Bayern vertrieben worden ist. Das Abitur legte er auf dem Gymnasium der Benediktinerabtei Scheyern ab (heute Teil des Schyren-Gymnasium, seit 1970 in Pfaffenhofen an der Ilm). Nach dem Studium der Rechtswissenschaft an den Universitäten München und Frankfurt am Main legte Schlosser 1959 in München sein Erstes Juristisches Staatsexamen ab. Nach dem anschließenden Referendariat folgte 1963 das Zweite Staatsexamen. Bereits im Jahr 1962 hatte er bei Ekkehard Kaufmann zum Dr. iur. promoviert. Anschließend arbeitete Schlosser als wissenschaftlicher Assistent von Hermann Krause in München. Dort habilitierte er sich 1969 mit einer Arbeit über den spätmittelalterlichen Zivilprozess in Bayern und erhielt die venia legendi für die Fächer Deutsche Rechtsgeschichte, Privatrechtsgeschichte der Neuzeit und Bürgerliches Recht.
Nach Lehrstuhlvertretungen an den Universitäten München und Marburg nahm Schlosser 1971 den Ruf an die 1970 neu gegründete Universität Augsburg auf den ordentlichen Lehrstuhl für Bürgerliches Recht und Rechtsgeschichte an. Zusammen mit Herbert Buchner und Günter Bemmann konzipierte er die Augsburger Einstufige Juristenausbildung (eingestellt 1985). In seinem ersten Amtsjahr als Professor war er zugleich Fachbereichssprecher, außerdem von 1972 bis 1974 Vizepräsident der Universität. Zwischenzeitliche Rufe der Universität des Saarlandes und der Freien Universität Berlin lehnte er ab.  2002 wurde er emeritiert, nimmt aber weiterhin Lehrtätigkeiten wahr, so seit 2002 an den italienischen Universitäten Catania und Messina, und seit 2004 auch an der neugegründeten Hochschule der Rechtswissenschaften Bratislava.

## Werk
Schlossers Interessengebiete umfassen neben dem geltenden Zivilrecht insbesondere die mittelalterliche und neuzeitliche Geschichte des Privatrechts sowie die Entwicklung des Strafrechts zwischen Mittelalter und Aufklärung, insbesondere die Herausbildung des öffentlichen Strafrechts. Bekanntheit im In- und Ausland erlangte er durch die Fortführung des von Erich Molitor begründeten Lehrbuchs Grundzüge der Neueren Privatrechtsgeschichte, das weltweit rezipiert worden ist.

## Veröffentlichungen (Auswahl)
- Die Rechts- und Einredeverzichtsformeln (renuntiationes) der deutschen Urkunden des Mittelalters. Scientia, Aalen 1963, ISBN 978-3-511-02822-0 (Dissertation).
- Spätmittelalterlicher Zivilprozeß nach Bayerischen Quellen. Gerichtsverfassung und Rechtsgang. Böhlau, Köln 1971, ISBN 978-3-412-42671-2 (Habilitationsschrift).
- Grundzüge der Neueren Privatrechtsgeschichte. 10. Auflage. UTB, Stuttgart 2005, ISBN 978-3-8252-0882-0.
- Die "Leopoldina" – Toskanisches Strafgesetzbuch vom 30. November 1786. De Gruyter, Berlin 2010, ISBN 978-3-89949-839-4.
- Neuere Europäische Rechtsgeschichte. 2. Auflage. C.H. Beck, München 2014, ISBN 978-3-406-67255-2.
- Neuere Europäische Rechtsgeschichte. Privat- und Strafrecht vom Mittelalter bis zur Moderne. 3. überarb. und erw. Auflage. C.H. Beck, München 2017.